# Impact Arena
IMPACT Muang Thong Thani (Thai: ศูนย์แสดงสินค้าและการประชุม อิมแพ็ค เมืองทองธานี) is een commercieel complex bestaande uit een arena, congrescentrum en tentoonstellingshallen, gelegen in Muang Thong Thani, provincie Nonthaburi, een noordelijke buitenwijk van Bangkok, Thailand.
Het is beschouwd als de op een na grootste beurs- en congreslocatie in Azië met een binnenoppervlak van meer dan 140.000 m². De Challenger Hall is in 2019 's werelds grootste tentoonstellingsruimte. De locatie organiseerde meer dan 490 evenementen en verwelkomt een bezoekersaantal van meer dan 15 miljoen per jaar.

## Geschiedenis
In 2005 organiseerde IMPACT Arena Miss Universe 2005. De arena organiseerde in 2018 ook het Thomas &amp; Uber Cupbadmintontoernooi, wat ook de eerste keer was dat Thailand sinds Thomas Cup 1976 een groot badmintonevenement organiseerde.